# Pygeum pulgarense
Pygeum pulgarense är en rosväxtart som beskrevs av Adolph Daniel Edward Elmer. Pygeum pulgarense ingår i släktet Pygeum och familjen rosväxter. Inga underarter finns listade i Catalogue of Life.